# Frangulin
Frangulin (synonym rhamnoxanthin) är ett gult kristaliniskt pulver, en glykosid.
Ämnet kan utvinnas från brakved och har användning som medel mot kronisk förstoppning och vid växtfärgning.